# Корисні копалини Ефіопії
Корисні копалини Ефіопії. 

## Загальна інформація
Надра Ефіопії вивчені порівняно слабко. Найважливіші корисні копалини — природний газ, золоті, платинові, полі- та рідкіснометалічні руди, калійна і кам'яна солі та ін.:
Таблиця. — Основні корисні копалини Ефіопії станом на 1998-99 рр.
| Корисні копалини                           | Запаси       | Запаси   | Вміст корисного компоненту в рудах, % | Частка у світі, % |
| Корисні копалини                           | Підтверджені | Загальні | Вміст корисного компоненту в рудах, % | Частка у світі, % |
| Платина, т                                 | 2            |          |                                       |                   |
| Берилій, тис. т                            |              | 26       | 0,06 (ВеО)                            |                   |
| Золото, т                                  | 26           | 150      | 1,5–3,6 г/т                           | 0,1               |
| Калійні солі, млн т (в перерахунку на К2О) | 42           | 105      | 25 (К2О)                              | 0,6               |
| Мідь, тис. т                               | 165          | 400      | 3,24 (Cu)                             |                   |
| Природний горючий газ, млрд м³             | 25           |          |                                       |                   |
| Свинець, тис. т                            | 60           |          |                                       |                   |
| Тантал, т                                  | 200          | 1300     | 0,02                                  | 0,26              |
| Цинк, тис. т                               | 560          | 760      | 9 (Zn)                                | 0,2               |

## Окремі види корисних копалин
Нафта і газ. Нафтогазопрояви встановлені у відкладах фанерозою — Огаденський, Центральний і Червономорський басейни. Найперспективнішим на нафту і газ є Огаденський басейн. В кінці ХХ ст. повідомлялося, що в надрах Ефіопії, передусім в Огадене і Гамбеле, містяться значні запаси нафти і газу, з кінця 1980-х років там проводяться геологорозвідувальні роботи.
Золоті руди — основна корисна копалина, яка відіграє найбільшу роль в економіці Ефіопії. Відомо близько 80 родовищ і рудопроявів корінного, та понад 250 розсипного золота. Корінні родовища руд золота малосульфідного кварцово-жильного типу локалізуються вздовж розломів субмеридіонального напрямку. Золоторудні зони являють собою густу мережу золото-кварцових жил і прожилків у метаморфічних сланцях та інтрузивних гірських порід верхнього потерозою. Більшість родовищ знаходяться в провінціях Тиграй і Еритрея, Уоллега і Годжам. Велике родовище Лага-Дембі відкрите в пр. Сідамо, район Уоллега. Запаси золота тут оцінені близько 500 т.
Поліметали. Запаси мідних, цинкових і свинцевих руд зосереджені в колчеданно-поліметалічних родовищах Дибаруа, Адді-Рассі і Адді-Нефас, розташованих біля г. Асмера. Рудні тіла залягають серед метаморфізованих вулканогенно-осадових порід верхнього протерозою. Найбільше родовище — Дибаруа із загальними запасами 320 тис. т міді, 560 тис. т цинку і 40 тис. т свинцю, при вмістах відповідно понад 1%, 4,7% і 0,6%.
Платиноїди. Прогнозні ресурси МГП Ефіопії незначні і складають до 300 т (~0,6% світових). Родовища платинових руд пов'язані з корою вивітрювання на масиві дунітів верхнього протерозою (родовище Юбдо в провінції Уоллега).
Руди рідкісних металів приурочені до пегматитових жил й інтрузій апогранітів верхнього протерозою. Берилієві, танталові і ніобієві руди виявлені в провінціях Уоллега і Сідамо, берилієві — в провінції Харерге. Територія Ефіопії є великою рідкіснометалічною провінцією.
Запаси калійних і кам'яних солей зосереджені в евапоритовій формації плейстоцену, що виконує Данакільську депресію (родов. Далоль). Пласти калійної солі залягають серед товщ ґаліту, прогнозні ресурси якого оцінюють в 3 млрд т. Верхній пласт (потужність 5-10 м) розкритий свердловинами на глибину 43-215 м. Прогнозні ресурси ґаліту — декілька млрд т відомі також на архіпелазі Дахлак.
Інші корисні копалини. У країні є також родовища і численні рудопрояви бурого вугілля, руд заліза, марганцю і нікелю, сірки, бариту, цементної, керамічної і скляної сировини та ін. корисні копалини. Масштабні геологорозвідувальні роботи на золото і базові метали розпочала на початку XXI ст. (2002) в країні південноафриканська компанія Cortel Proprietor Ltd.